# Bolstads kyrka
Bolstads kyrka är en kyrkobyggnad som tillhör Bolstads församling i Karlstads stift. Den ligger i södra delen av Melleruds kommun

## Historia
Kyrkans torn är dendrondaterat till omkring 1150 och den anses vara Dalslands äldsta kyrka. Under tidigt 1400-tal benämndes kyrkan Sankte Laurentz Kirche, Sankt Lars kyrka.

## Kyrkobyggnaden
Tornets nedre del är den äldsta delen av byggnaden. Den byggdes 1756-1761 om till en korskyrka med kor och sakristia i öster och tornet i väster, korsarmarna  och troligen också sakristian. Gråstensmurarna har vit spritputs med släta omfattningar kring fönster och portar. Taken är skiffertäckta och långhuset och korsarmarnas tak är valmade medan sakristian har sadeltak. Den höga spetsiga tornspiran täcks av ett mörkare skiffer och krönt av en tupp av kopparplåt. Fönster och portar är brunmålade. 
Interiören är ljus och rymlig och färgsättningen går i blå och grå kulörer. Väggarna är vitputsade och golvet är av kalkstensplattor. Det gråmålade trätunnvalv är dekorerat med fyra ”pryderliga rosor” från 1820 av Anders Olsson, Vänersborg. I mitten av taket finns en senare tillkommen större målning av en cirkel med spetsiga flikar. 

## Omgivningar
Invid den gamla kyrkan ligger Bolstads prästgård, som är ett rött tvåvånings trähus. Den brändes ned tillsammans med många andra gårdar i Dalsland av dansk-norska förband under Kalmarkriget 1611–1613 (Brännefejden). Den brann även ned 1767. Prästgården ägs numera av den ideella föreningen "Bolstads prästgårds vänner". I prästgården bedrivs omfattande kulturell verksamhet såsom författaraftnar, musikevenemang med mera. Det vitputsade bårhuset med skiffertäckt sadeltak söder om kyrkogården tillkom 1978. 

## Katekesstriden
Bolstad är känt för den så kallade katekesstriden i början av 1920-talet. Den så kallade Bolstadprosten Lars Magnus Engström (1867–1951) drev en kamp för att katekesundervisningen skulle få vara kvar i den svenska folkskolan. Engström fick av biskopen i Karlstad uppdraget att skriva en prästmötesavhandling som förelades prästmötet 1917 under titeln Lokalförsamlingen.

## Inventarier

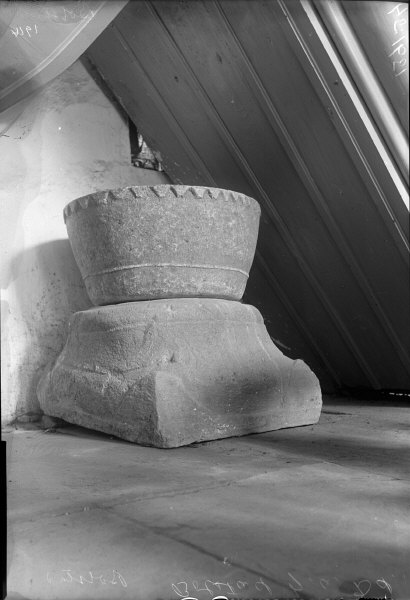
Dopfunten.

Dopfunt från 1200-talet som består av två helt olika delar. Höjd för hela funten: 60 cm
- Cuppan är kittelformad och utförd av täljsten. Kring övre kanten finns en spetsfliksbård och mot nederkanten en smal rundstav. Uttömningshål finns i mitten och den är relativt väl bibehållen.
- Foten är av rödgrå sandsten, nederst fyrsidig och övergår i en rundad plint. Den har en enkel dekor av grova hörnblad, utsparningar och enkla ritsar. Uttömningshål finns i mitten och den foten är skadad på flera ställen.[3]
- Altaret från 1670-talet är av sten och täcks av en kalkstenskiva.
- Altarprydnaden har tavlor målade 1675 av kyrkomålare Erik Eriksson Grijs, vilka föreställer Jesu uppståndelse och nattvarden. De ommålades 1894 av Wilhelm Dahlbom och konserverade 1934.
- Altarringen är femsidig med genombruten barriär av fyrpassornamentik mellan marmorerade små pilastrar.
- Predikstolen är byggd 1775 av bildhuggaren Erik Grund, Karlstad. Den fick 1934 baldakin, symboler samt texttavla över

trappan. 
- Vid södra korväggen finns ett dopaltare från 1938 av kalksten.
- Mässkrud märkt 1731, skänktes av dåvarande ägaren till gården Kvantenburg i Bolstads socken.
- Två liljestenar förvaras under läktaren.

### Orgel
- 1855 byggde Johan Nikolaus Söderling, Göteborg en orgel med 8 stämmor.
- 1915 byggde Nordfors & Co, Lidköping en orgel med 7 stämmor.
- Den nuvarande mekaniska orgeln byggdes 1958 av A. Magnusson Orgelbyggeri AB, Göteborg. Orgeln har tolv stämmor fördelade på två manualer och pedal. Orgelns nyklassicistiska och delvis ljudande fasad på västra läktaren härstammar från 1855 års orgel. [4]

| Huvudverk I         | Svällverk II      | Pedal       | Koppel |
| Gedackt 8´          | Hålflöjt 8´       | Subbas 16´  | I/P    |
| Principal 4´        | Täckflöjt 4'      | Koralbas 4´ | II/P   |
| Waldflöjt 2'        | Principal 2'      |             | II/I   |
| Sesquialtera 2 chor | Nasat 1 1/3'      |             |        |
| Mixtur 3 chor       | Scharf 3 chor     |             |        |
|                     | Crescendosvällare |             |        |

## Bilder

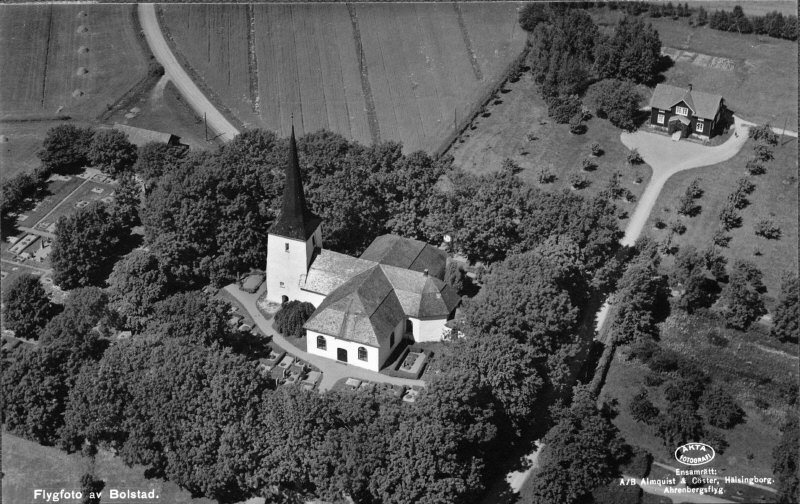
Korskyrkan sedd från luften
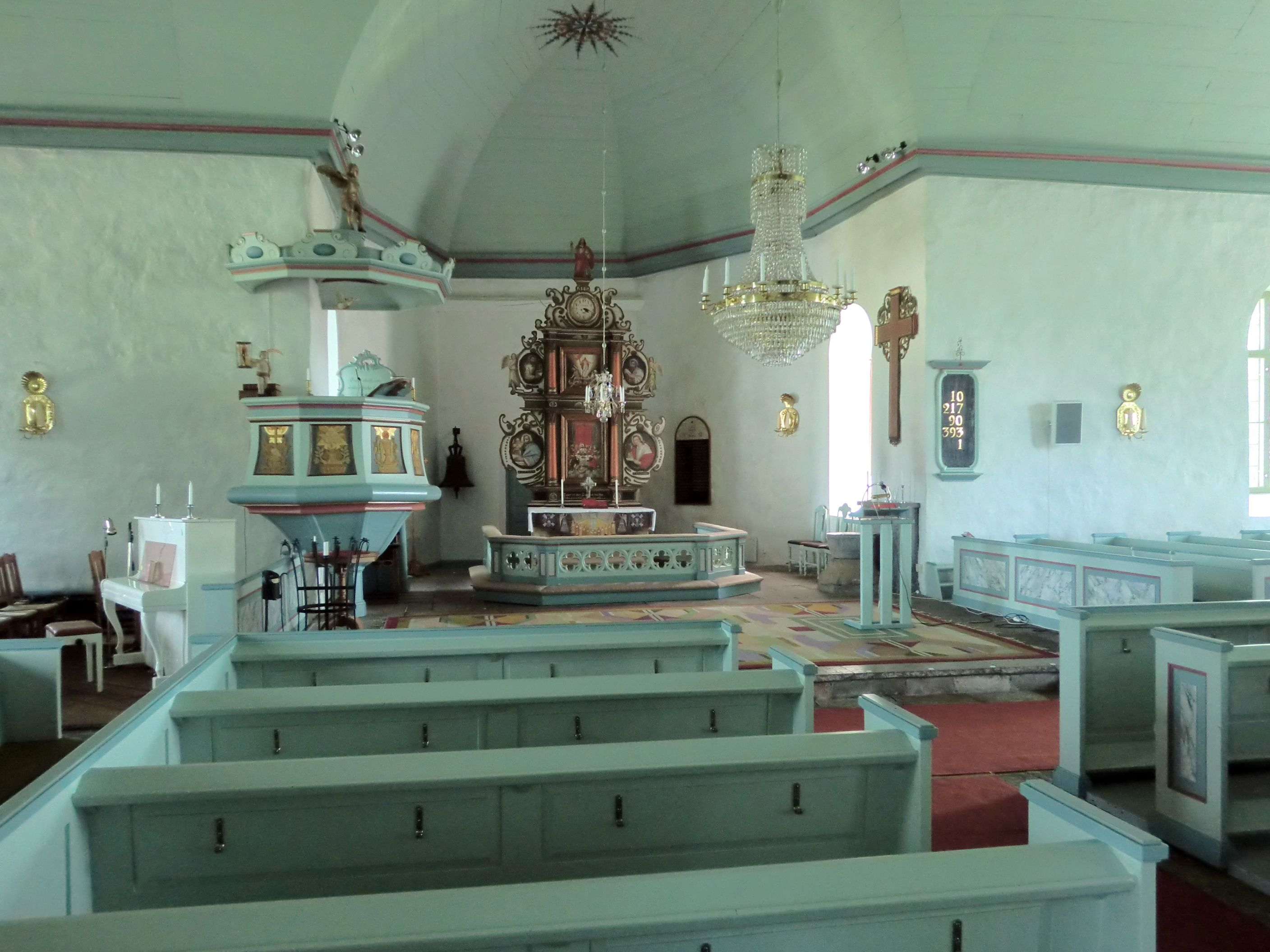
Interiör mot koret
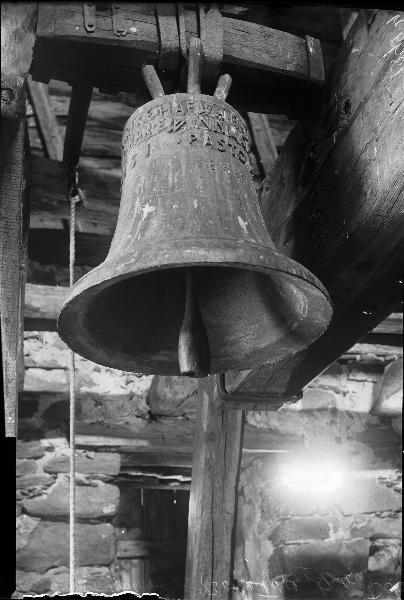
Lillklockan
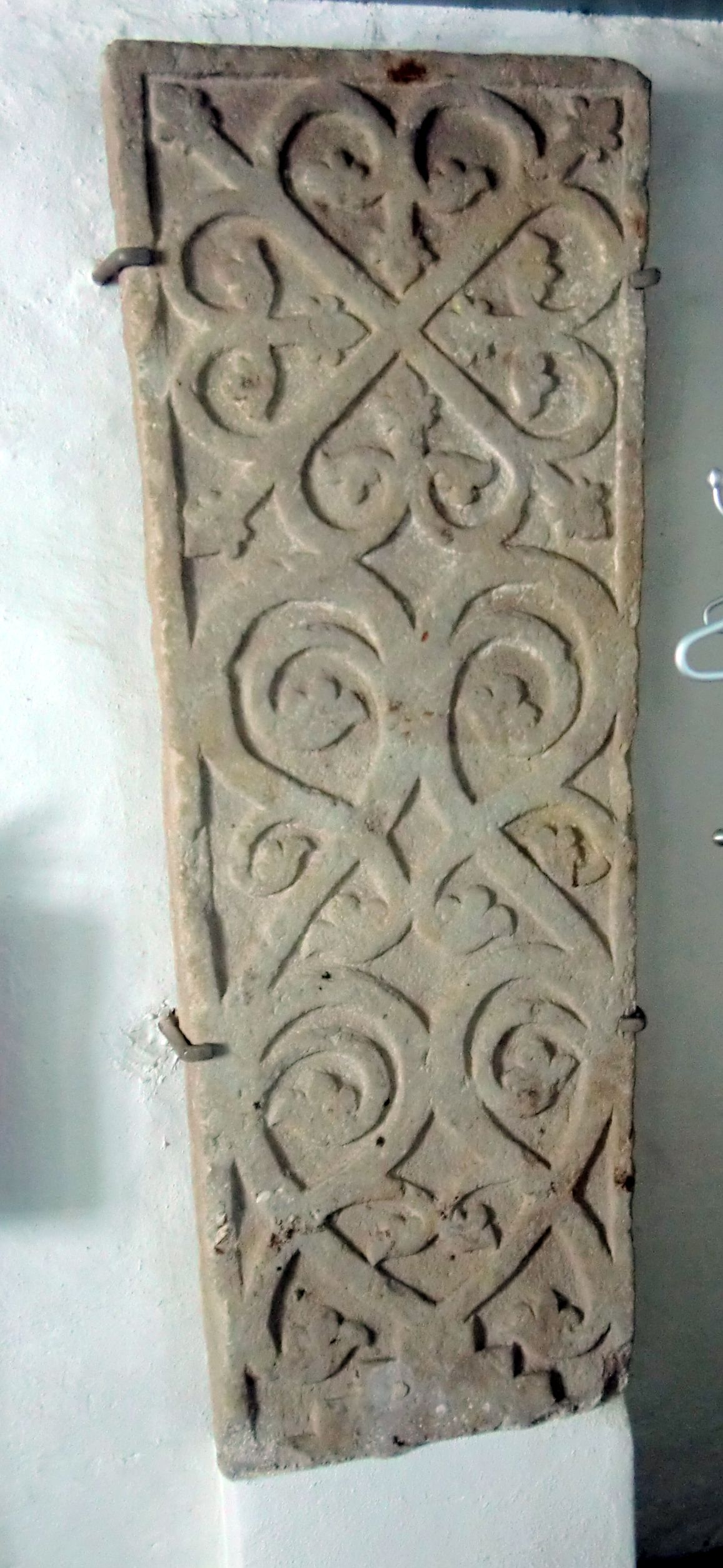
En av kyrkans två liljestenar